# Chakushin ari final
Chakushin ari final é um filme japonês de 2006, do gênero terror, dirigido por Manabu Asô.

## Sinopse
Uma personalidade maligna (Pam) de um estudante se manifesta, e ameaça matar todos os estudantes que já praticaram bullying com ele no passado. Também uma estudante, a qual ele defendeu e não foi agradecido, se torna alvo do perigo. Sua forma de matar é a mesma dos fantasmas Mimiko e Li li, dos dois filmes anteriores.